# Pendaison de Bagdad de 1969
Ne doit pas être confondu avec Les Pendus de Bagdad.
La pendaison de Bagdad est une exécution publique de 14 Irakiens accusés d'espionnage pour le compte d'Israël. Neuf juifs, trois musulmans et deux chrétiens ont été pendus le 27 janvier 1969 sur la Place Tahrir (en).

## Contexte
La défaite écrasante subie par les États arabes, dont l'Irak, face à Israël lors de la guerre des Six Jours de juin 1967 a renforcé la discrimination à l'encontre des Juifs irakiens restants : « Ils sont démis de leurs fonctions gouvernementales, leurs comptes bancaires sont gelés et ils sont assignés à résidence, entre autres restrictions ».
En juillet 1968, le parti Parti Baas irakien prend le contrôle de l'Irak par un coup d'État sans effusion de sang. Le nouveau gouvernement est encore faible et craint constamment d'être lui-même la cible d'un coup d'État. Après que l'aviation israélienne a frappé une position militaire irakienne dans le nord de la Jordanie, le 4 décembre 1968, en représailles au bombardement de communautés israéliennes en Galilée, le régime baasiste commence à « traquer un réseau d'espionnage américano-israélien qui, selon lui, tente de déstabiliser l'Irak ». Peu après, les autorités commencent à arrêter des conspirateurs présumés, dont douze hommes juifs de Bagdad et de Bassorah.

## Pendaisons
La radio de Bagdad invite les citoyens à se rendre sur la place de la Place Tahrir (en) le 27 janvier pour « venir et profiter de la fête ». Des bus sont affrétés pour l'occasion : 500 000 personnes auraient assisté aux pendaisons (d'autres sources évoquent plutôt 200 000 personnes), dansé et fait la fête devant les cadavres des condamnés.
De hauts responsables haranguent la foule sur fond de gibets. Les cadavres restent exposés pendant plus de vingt-quatre heures.
Neuf des quatorze pendus sont des membres de la communauté juive irakienne, trois appartiennent à la communauté musulmane et deux à la communauté chrétienne. Trois autres membres de la communauté juive irakienne, arrêtés au même moment, ont été exécutés sept mois plus tard, le 26 août 1969.

## Victimes
Hakham Salman Debi, chantre de la synagogue Meir Taweig (en), a consigné le nom des victimes des pendaisons dans une liste manuscrite, annexée à un livre de prières juif. Ce livre de prières, ainsi que les pages annexées, sont actuellement conservés par la bibliothèque du Centre de l'héritage juif babylonien (en). Les noms des victimes sont les suivants:
Juifs
- Ezra Naji Zilkha (51 ans)
- Na’im Khedhouri Hilali (19)
- Daoud Heskel Dalal (16)
- Hesqal Saleh Hesqel (17)
- Sabah Haim Dayan (30)
- Daoud Ghali Yadgar (23)
- Yaqoub Gourji Namerdi (38)
- Fouad Gabbay (30)
- Charles Rafael Horesh (44)

Musulmans
- Jamal Sabih al-Hakim (d'ascendance juive)
- Abdul Mohsin Jarallah
- Muhammad Abdul Hussain Nur Gita

Chrétiens
- Zaki Andraus Zitou
- Albert Habib Thomas

## Conséquences
Les exécutions suscitent d'importantes critiques internationales,, le Secrétaire d'État des États-Unis William P. Rogers condamnant les actions de l'Irak comme étant « répugnantes pour la conscience du monde » et le journal égyptien Al-Ahram faisant une mise en garde : « La pendaison de quatorze personnes sur la place publique n'est certainement pas un spectacle réconfortant, ni l'occasion d'organiser un spectacle ». En revanche, la radio officielle de l'Union soviétique a qualifié les exécutions de « pleinement justifiées », tandis que le Français Charles de Gaulle a déclaré qu'elles ne pouvaient être dissociées du conflit israélo-arabe au sens large. La radio de Bagdad a réfuté les critiques de l'Irak : « Nous avons pendu des espions, mais les Juifs ont crucifié le Christ ». Selon l'auteur Kanan Makiya (en), la publicité négative « a moins à voir avec les activités d'un lobby sioniste, comme le prétendait le Baas, qu'avec la nature délibérément publique des procédures. Plus tard, le Baas a appris l'art de s'isoler le monde extérieur ». La persécution des Juifs d'Irak s'est poursuivie après les procès pour espionnage : « Au moment des exécutions du mois d'août, 51 Juifs avaient été tués par le régime pour la seule année 1969 ; 100 autres avaient été emprisonnés ou torturés ». Au début des années 1970, la quasi-totalité de la population juive d'Irak a quitté le pays après avoir été autorisée à partir. Seul un petit nombre est resté sur place, principalement ceux qui étaient trop âgés pour voyager.
Makiya attribue aux pendaisons le mérite d'avoir aidé le gouvernement baasiste à consolider son contrôle sur l'Irak : « La terreur qui, du point de vue du Baas, était prématurée et mal gérée en 1963, a fonctionné et a été habilement déployée la deuxième fois ».